# Tetrode (familie)
Tetrode is een Nederlandse, uit de omgeving van Haarlem afkomstige familie.

## Geschiedenis
De oudste bekende voorvader is Willem Tetrode die te Haarlem woonde. Zijn zoon Pieter Tetrode (†1694) was buratwerker en bierdrager en werd poorter van Amsterdam in 1668. Ook een zoon en een kleinzoon van de laatste werden poorter van Amsterdam.
In 1913 werd de familie opgenomen in het genealogische naslagwerk Nederland's Patriciaat.

## Enkele telgen
Pieter Tetrode (1749-1803), koopman en reder, lid van de firma Tetrode & Fontein te Harlingen
- Pieter Tetrode (1778-1835), reder te Harlingen, ambtenaar bij het provinciaal gouvernement van Drenthe
  - Pieter Tetrode (1819-1901), directeur van de posterijen
    - Maria Elisabeth tetrode (1851-1925); trouwde in 1871 met ir. Philip Jacob Waller (1840-1924), lid van de lid provinciale staten van Noord-Holland
    - Aurelia Georgine Tetrode (1857-1931); trouwde in 1883 met mr. Antonius Otto Hermannus Tellegen (1856-1920), president van de arrondissementsrechtbank te 's-Gravenhage
    - mr. Pieter Johan Conrad Tetrode (1863-1955),  directeur van de Nederlandsche Bank
      - Hugo Tetrode (1895-1931), natuurkundige

  - George Meynard Tetrode (1822-1912), wethouder van Assen, naamgever van Huize Tetrode aan de  Brink in Assen
    - mr. Cornelis Tetrode (1849-1929), president van de arrondissementsrechtbank te Assen

Geslachten die opgenomen zijn in het sinds 1910 verschijnende genealogische naslagwerk Nederland's Patriciaat. Lijst volgens opgave van het CBG Centrum voor familiegeschiedenis.
A · B · C · D · E · F · G · H · I · J · K · L · M · N · O · P · Q · R · S · T · U · V · W · Y · Z